# Capurodendron nodosum
Capurodendron nodosum là một loài thực vật có hoa trong họ Hồng xiêm. Loài này được Aubrév. mô tả khoa học đầu tiên năm 1974.